# (17427) Poe
(17427) Poe (1989 CQ2) – planetoida z pasa głównego asteroid okrążająca Słońce w ciągu 6,71 lat w średniej odległości 3,56 j.a. Odkryta 4 lutego 1989 roku.
Planetoida została nazwana na cześć amerykańskiego poety Edgara Allana Poego.